# Peliosanthes sessilis
Peliosanthes sessilis là một loài thực vật có hoa trong họ Măng tây. Loài này được H.Li mô tả khoa học đầu tiên năm 1997.